# Центральный (Владимирская область)
Центральный — посёлок в Вязниковском районе Владимирской области России, входит в состав Паустовского сельского поселения.

## География
Посёлок расположен в 10 км на север от центра поселения деревни Паустово и в 5 км на юг от города Вязники.

## История
Возник как центральная усадьба государственного племенного завода «Пролетарий», образованного в 1930 году.
Посёлок являлся центром Пролетарского сельсовета Вязниковского района. С 2005 года входит в состав Паустовского сельского поселения.

## Население
| 2002 | 2010  | 2021 |
| ---- | ----- | ---- |
| 1093 | ↘1085 | ↘924 |

## Инфраструктура
В посёлке имеются детский сад "Колосок", участковый пункт полиции

## Экономика
В посёлке расположен ООО «Племенной завод «Пролетарий».